# Max Tidof

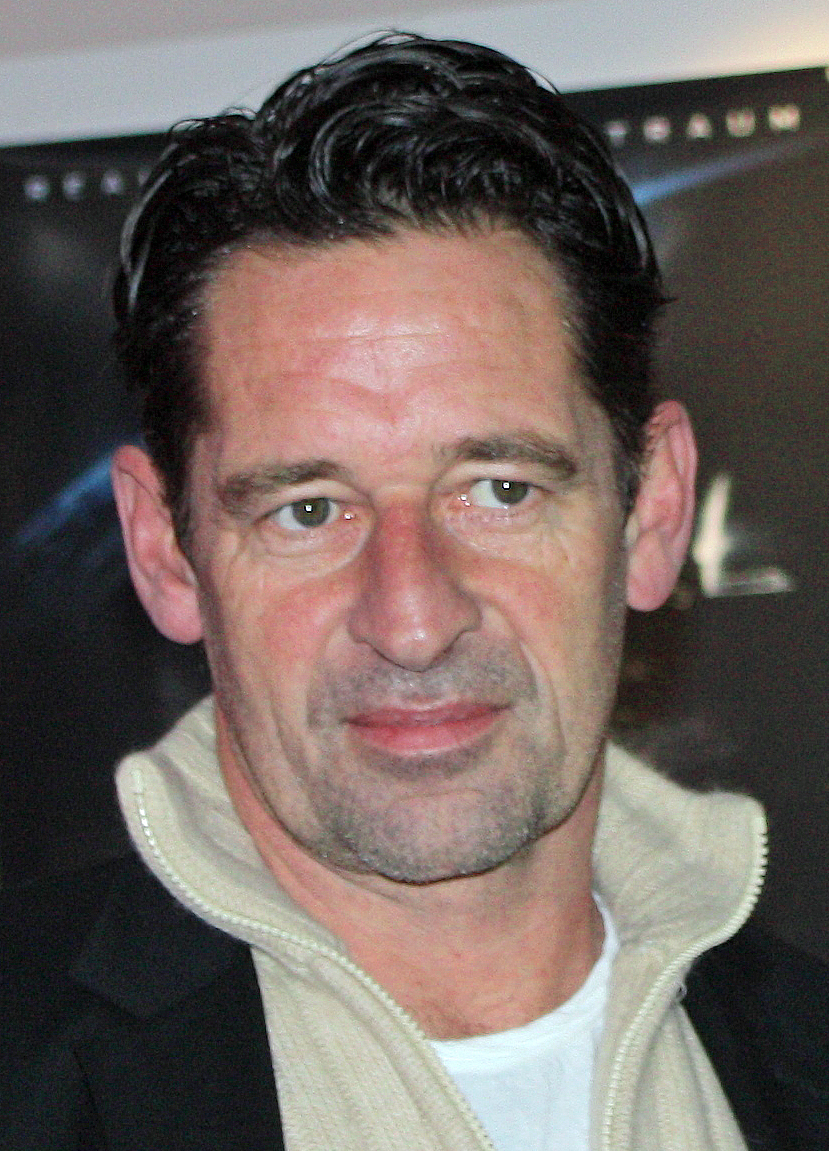
Max Tidof (2012)

Max Tidof (* 18. März 1960 in Polch) ist ein deutscher Schauspieler.

## Leben
Max Tidof wurde 1960 in der Eifel geboren. Er ging 1979 nach München und startete dort seine Karriere am Studiotheater im Fuchsbau mit dem kleinen Prinzen. Ohne eine Schauspielausbildung spielte er in dem Stück alle Planetenbewohner. Nach dem Studiotheater und den Kammerspielen in München folgten das Schauspiel in Bonn mit einer Hauptrolle in Schlachten von Rainald Goetz (Regie: Günther Gerstner) und die Schaubühne am Lehniner Platz in Berlin in der Rolle des Roberto Zucko unter der Regie von Peter Stein im gleichnamigen Stück von Bernhard-Marie Koltès.
Seine Fernsehkarriere begann mit einer Rolle in Klaus Emmerichs TV-Serie Rote Erde von 1983. Danach spielte er in zahlreichen Fernsehfilmen und -serien mit. Seine erste Kinohauptrolle hatte er 1985 als Wolfgang Amadeus Mozart in Slavo Luthers Vergeßt Mozart. Für seine Darstellung des Comedian Harmonists Ari Leschnikow wurde er beim Bayerischen Filmpreis 1997 mit einem Sonderpreis ausgezeichnet.
Seit dieser Zeit wirkte er sowohl in vielen Serien, z. B. Tatort, Ein Fall für zwei, Der Alte, Kommissar Rex, als auch vielen Fernsehfilmen mit, z. B. Gambit, Schwarzenberg, Die Spielerin, Mocca für den Tiger, Leporella und Rotlicht.
1994/95 spielte er für das australische Fernsehen in drei Folgen der dortigen Reihe The Feds (Terror, Betrayal, Deadfall) mit. Den ersten großen Publikumserfolg im Kino hatte er 1994 mit Abgeschminkt (Bundesfilmpreis). Aber auch Burning Life (Hypo-Förderpreis) ein Jahr später war ein Achtungserfolg. In die gleiche Zeit fällt einer der vielen Kurzfilme, in denen er mitspielte, Surprise! von Veit Helmer. Dieser Film wurde mit 54 Preisen ausgezeichnet. Noch erfolgreicher war dann 1998, wie oben bereits erwähnt, Joseph Vilsmaiers Film Comedian Harmonists.
In den letzten Jahren war Max Tidof überwiegend in Fernsehproduktionen, wie unter anderem Der Meineidbauer (2012), Auf der Suche nach dem G-Punkt (2009), Kasimir und Karoline (2011) zu sehen. In dem Film Reality XL von Tom Bohn verkörperte er 2012 den Staatsanwalt. Darüber hinaus spielte er 2009 in der dritten Staffel der ZDF-Krimiserie Der Staatsanwalt den Staatsanwalt Dr. Friedrich Adrian, welcher in der gesamten Staffel der Gegenspieler der Hauptperson Staatsanwalt Dr. Bernd Reuther ist.

## Familie
Tidof ist seit 1996 mit Lisa Seitz verheiratet, die beiden haben eine gemeinsame Tochter und leben in München.

## Filmografie (Auswahl)

### Fernsehen
- 1983: Rote Erde (TV-Serie)
- 1985: Gambit
- 1986: Ihr & Wir
- 1987–2022: Tatort (Fernsehreihe)
  - 1987: Gegenspieler
  - 1989: Herzversagen
  - 1993: Ein Sommernachtstraum
  - 2000: Kalte Herzen
  - 2018: Vom Himmel hoch
  - 2019: Maleficius
  - 2020: Unter Wölfen
  - 2022: Das Verhör
- 1988, 1990: Der Fahnder (TV-Serie, zwei Folgen)
- 1988: Der Alte (TV-Serie)
- 1988: L’heure Simenon (TV-Serie)
- 1989–1995: Ein Fall für zwei
  - 1989: Die Quittung
  - 1990: Schwarze Schafe
  - 1991: Die Sünde der Väter
  - 1994: Mordsfreunde
  - 1995: Ein anständiger Mörder
  - 2005: Tod im Hochhaus
  - 2006: Ewige Freundschaft
- 1989: Schwarzenberg (TV-Serie)
- 1991: Leporella
- 1991: Die Spielerin
- 1991: Mocca für den Tiger
- 1992: Rotlicht
- 1993: Motzki (TV-Serie, eine Folge)
- 1993: The Feds: Terror
- 1993: The Feds: Betrayal
- 1993: Im Teufelskreis
- 1994: Die Stadtindianer (TV-Serie)
- 1995: Kopfjagd
- 1995: Tödliche Besessenheit
- 1995: In uns die Hölle
- 1996: Nadine, nackt im Bistro
- 1996: Der König (TV-Serie)
- 1996: Zwei Brüder (TV-Serie)
- 1996: Stockinger (TV-Serie)
- 1997: Rendezvous des Todes
- 1997: Koerbers Akte: Kleines Mädchen: großes Geld (TV-Serie)
- 1997: Einsatz Hamburg Süd (TV-Serie)
- 1997: Alarm für Cobra 11 – Die Autobahnpolizei: Rache ist süß (TV-Serie)
- 1998: Zugriff – Der weiße Wal
- 1998: Kein Mann für eine Nacht
- 1998: Callboy
- 1999: Sturmzeit (TV-Fünfteiler)
- 1999: HeliCops – Einsatz über Berlin (TV-Serie)
- 1999: Männer sind wie Schokolade
- 1999: Das Mädchen aus der Torte
- 1999: Doppeltes Dreieck
- 1999: Die Straßen von Berlin (TV-Serie)
- 2000: Ein Scheusal zum Verlieben
- 2000: Kommissar Rex (TV-Serie)
- 2000: Die Frau, die ihren Mörder liebte
- 2000: Kill me softly – Frauenmord in Frankfurt
- 2001: Polizeiruf 110: Gelobtes Land
- 2001: Dich schickt der Himmel
- 2001: Der Ermittler (TV-Serie)
- 2002: Das Haus der Schwestern
- 2002: Hochwürden wird Papa
- 2002: Klinik unter Palmen (TV-Serie)
- 2002: Der Bulle von Tölz: Mörder unter sich
- 2002: Herz in Flammen
- 2002: Im Visier der Zielfahnder (TV-Serie)
- 2002: Kleeblatt küsst Kaktus
- 2002: Liebe unter Verdacht
- 2002: Der Tod ist kein Beinbruch (TV-Serie)
- 2002: Mann, oh Mann, oh Mann!
- 2003: Körner und Köter (TV-Serie)
- 2003: Weihnachtsmann über Bord!
- 2004: Ein einsames Haus am See
- 2004: Fiesta der Leidenschaft
- 2005: Vera: Die Frau des Sizilianers
- 2005: SOKO 5113 (TV-Serie)
- 2005: Der letzte Zeuge (TV-Serie)
- 2006: Ein Familienschreck kommt selten allein
- 2006: SOKO Kitzbühel (TV-Serie)
- 2006: Die Pirateninsel: Familie über Bord
- 2006: Ein Fall für zwei (TV-Serie)
- 2006: Entführ’ mich, Liebling
- 2007: Kommissarin Lucas: Das Totenschiff
- 2007: Da wo die Freundschaft zählt
- 2008: Ein starkes Team – Freundinnen
- 2009: Auf der Suche nach dem G.
- 2009: Der Staatsanwalt (TV-Serie, vier Folgen)
- 2009: Mord in bester Gesellschaft – Das eitle Gesicht des Todes
- 2011: Kasimir und Karoline
- 2012: Das Traumhotel – Vietnam
- 2012–2015: Die Rosenheim-Cops (TV-Serie, zwei Folgen)
- 2012: Inseln vor dem Wind
- 2012: Der Meineidbauer
- 2013: SOKO 5113
- 2013: Bella und der Feigenbaum
- 2014: Die Seelen im Feuer
- 2016: Küstenwache – Das Geheimnis der Turanga
- 2017: Der Alte – Folge 410: 3 Jahre lebenslänglich
- 2016: Die Bergretter – Zu kurz gekommen
- 2019: SOKO München – Isegrim
- 2019: Rosamunde Pilcher – Pralinen zum Frühstück
- 2021: Tierärztin Dr. Mertens: Alles auf Sieg

### Kino
- 1985: Loft – Die neue Saat der Gewalt
- 1985: Vergeßt Mozart
- 1985: Die Küken kommen
- 1986: Das Fenster der Rouet
- 1988: Didi – Der Experte
- 1988: Der Transport
- 1989: Magdalene
- 1991: Wer hat Angst vor Rot, Gelb, Blau?
- 1993: Abgeschminkt!
- 1993: Ludwig 1881
- 1994: Burning Life
- 1995: Surprise!
- 1996: Hannah
- 1996: Das Zauberbuch
- 1997: Comedian Harmonists
- 1999: Untersuchung an Mädeln
- 1999: Anna: Spurlos verschwunden
- 2001: Zsa Zsa
- 2002: Vienna
- 2004: Bergkristall
- 2005: Nimm dir dein Leben
- 2012: Reality XL
- 2015: Ostwind 2

## Auszeichnungen
- 1997 Bayerischer Filmpreis (Sonderpreis für seine Darstellung in Comedian Harmonists)